# HSC Csíkszereda
HSC Csíkszereda (celým názvem: Hoki Sport Club Csíkszereda; rumunsky: Sport Club Miercurea Ciuc) je rumunský klub ledního hokeje, který sídlí v Miercurea Ciuc v župě Harghita. Jedná se o sportovní organizaci maďarské komunity ve městě. Založen byl v roce 1929. Svůj současný název nese od roku 2010. HSC Csíkszereda je celkově sedmnáctinásobným mistrem Rumunska. Poslední titul je z roku 2022. Klub působí ve dvou národních soutěžích, a to maďarské a rumunské a také hraje Rumunský pohár. Klubové barvy jsou modrá a bílá.
Své domácí zápasy odehrává v hale Vakar Lajos s kapacitou více než 4 000 diváků.

## Historické názvy
Zdroj:
- 1929 – SC Miercurea Ciuc (Sport Club Miercurea Ciuc)
- 1945 – Avîntul IPEIL Miercurea Ciuc
- 1957 – Recolta Miercurea Ciuc
- 1960 – Voința Miercurea Ciuc
- 1973 – SC Miercurea Ciuc (Sport Club Miercurea Ciuc)
- 2010 – HSC Csíkszereda (Hoki Sport Club Csíkszereda)

## Získané trofeje

### Vyhrané domácí soutěže
- Rumunský mistr v ledním hokeji ( 17× )
  - 1948/49, 1951/52, 1956/57, 1959/60, 1962/63, 1996/97, 1999/00, 2003/04, 2006/07, 2007/08, 2008/09, 2009/10, 2010/11, 2011/12, 2012/13, 2017/18, 2021/22
- Rumunský pohár v ledním hokeji ( 11× )
  - 2000/01, 2002/03, 2006/07, 2007/08, 2009/10, 2010/11, 2013/14, 2015/16, 2017/18, 2018/19, 2019/20

### Vyhrané mezinárodní soutěže
- Panonská liga ( 1× )
  - 2003/04
- Erste Liga ( 3× )
  - 2010/11, 2020/21, 2021/22

## Přehled ligové účasti
Zdroj:
- 1933– : Liga Națională de hochei (1. ligová úroveň v Rumunsku)
- 2002–2004: Panonská liga (mezinárodní soutěž)
- 2008–2014: MOL Liga (mezinárodní soutěž)
- 2014–2017: MOL Liga (1. ligová úroveň v Maďarsku / mezinárodní soutěž)
- 2017– : Erste Liga (1. ligová úroveň v Maďarsku / mezinárodní soutěž)

## Účast v mezinárodních pohárech
Zdroj:
Legenda: SP - Spenglerův pohár, EHP - Evropský hokejový pohár, EHL - Evropská hokejová liga, SSix - Super six, IIHFSup - IIHF Superpohár, VC - Victoria Cup, HLMI - Hokejová liga mistrů IIHF, ET - European Trophy, HLM - Hokejová liga mistrů, KP - Kontinentální pohár
- KP 1997/1998 – 1. kolo, sk. K (4. místo)
- KP 1998/1999 – 1. kolo, sk. L (4. místo)
- KP 1999/2000 – 1. kolo, sk. G (4. místo)
- KP 2000/2001 – Předkolo, sk. C (3. místo)
- KP 2001/2002 – Předkolo, sk. D (3. místo)
- KP 2003/2004 – Předkolo, sk. A (2. místo)
- KP 2004/2005 – 1. kolo, sk. C (4. místo)
- KP 2007/2008 – 1. kolo, sk. D (4. místo)
- KP 2008/2009 – 1. kolo, sk. C (2. místo)
- KP 2009/2010 – 2. kolo, sk. B (2. místo)
- KP 2010/2011 – 3. kolo, sk. E (4. místo)
- KP 2011/2012 – 2. kolo, sk. C (3. místo)
- KP 2012/2013 – 2. kolo, sk. B (4. místo)
- KP 2013/2014 – 2. kolo, sk. C (3. místo)